# Kiczorka (800 m)
Kiczorka (800 m n.p.m.) – szczyt we wsi Szare w województwie śląskim, w powiecie żywieckim, w gminie Milówka. Wznosi się w odległości 1,5 km na południowy wschód od skrzyżowania Laliki drogi ekspresowej S1 z drogą z Milówki do Istebnej, na grzbiecie łączącym Cypel z Popręcinką.
Zachodni stok Kiczorki opada do Potoku Tarlicznego, we wschodnim kierunku z Kiczorki opada krótki grzbiet oddzielający potok Kiczora od dopływu Nieledwianki. Szczyt Kiczorki porasta las, stoki w większości również są lesiste, ale na zachodnich i południowych jest sporo terenów trawiastych.
Kiczorka jest porośnięta lasem, ale po północnej i południowej stronie szczytu są polany.W regionalizacji fizycznogeograficznej Polski według Jerzego Kondrackiego grzbiet ten znajduje się w Beskidzie Śląskim, w nowej regionalizacji na Międzygórzu Jabłonkowsko-Koniakowskim.